# پیشینه صنعت نشر در ایران

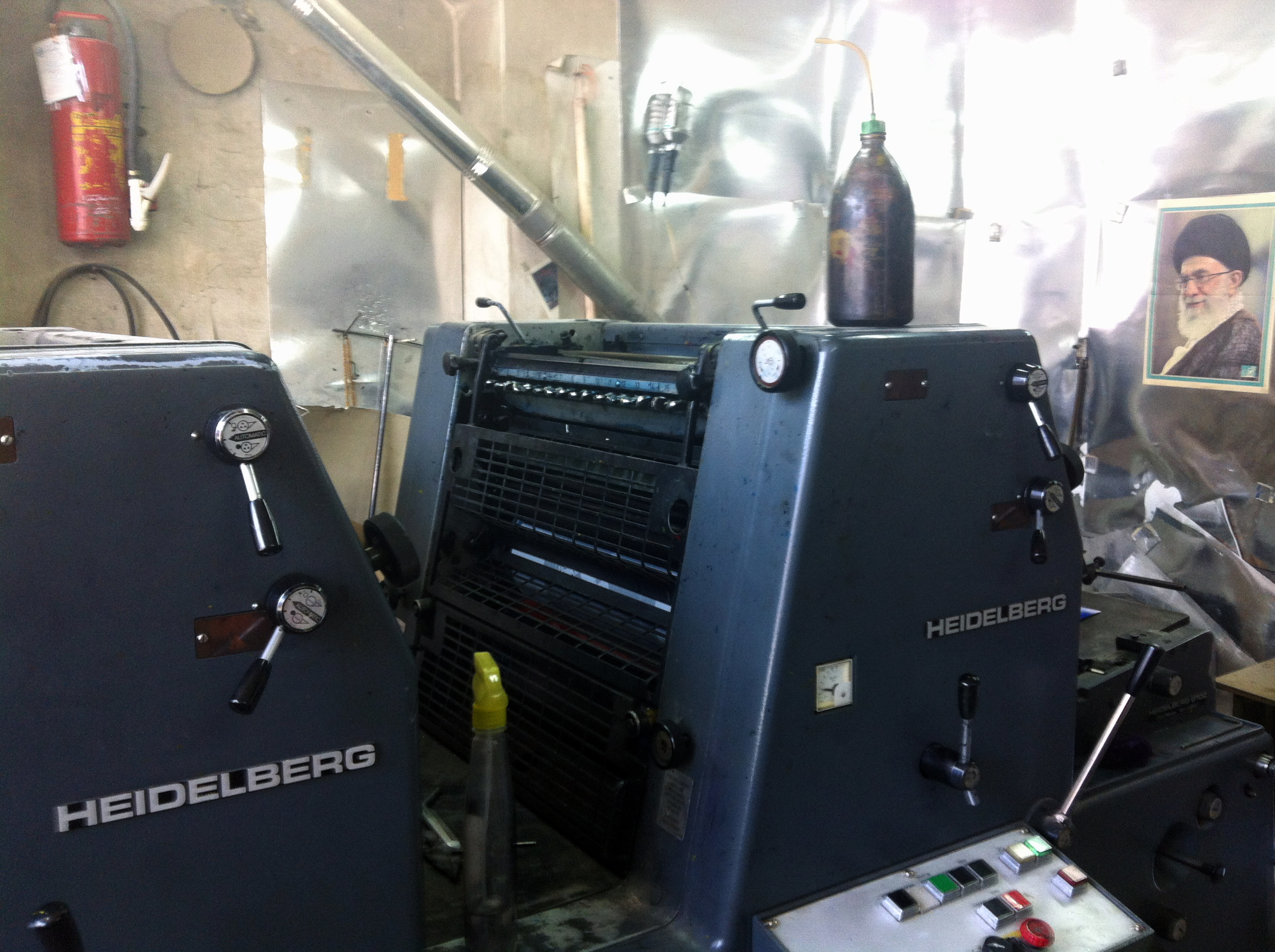
یک ماشین چاپ ساخت شرکت هایدلبرگ در ایران.

صنعت نشر کتاب در ایران (با صنعت نشر روزنامه تفاوت دارد)، قدمتی بیش از صد سال دارد.
تمرکز چاپ و نشر کتاب در تهران محسوس است. در کشورهای دیگر نیز پایتخت مرکز تمرکز ناشران است.

## تاریخچه نشر در ایران
در دوران قاجار به ویژه در دوران ناصرالدین شاه، کتاب‌فروشانی با انتشار قرآن، شاهنامه و مثنوی، نقش ناشر را هم ایفا می‌کردند. نسل اول ناشران ایران، گرچه در نواحی بازار و تیمچه حاجب‌الدوله و بازار بین‌الحرمین و خیابان ناصرخسرو کار خود را شروع کردند، اما به علت گسترش شهر تهران، کتابفروشی‌های خود را به مقابل دانشگاه تهران نیز توسعه دادند.